# Плави змај (ТВ серија)
Плави змај (јап. ブルードラゴン) је јапанска аниме телевизијска серија која представља адаптацију серије видео-игрица Плави змај.
У Србији, Црној Гори, Босни и Херцеговини и Северној Македонији се емитовала на каналу Ултра током 2011. године. Емитује се на каналу Пинк кидс од 1. октобра 2019. године и на Пинк супер кидсу од 31. маја 2020. године. Серија се емитовала синхронизована на српски. Синхронизацију је радио студио Лаудворкс.

## Радња
Како Шуово село нападају непознати непријатељи, он и његови пријатељи, Џиро и Клуке одлучују да одбране свој дом. Они ускоро упознају Золу и добијају моћи сенке, могућност која им дозвољава да трансформишу своју сенку у моћно чудовиште. Шу добија једног од најмоћнијих чудовишта, Плавог змаја, и они сви заједно крећу на пут како би поразили непријатеља.

## Улоге
- Синхронизација: Ђурђица Вали
- Сниматељ: Татјана Гвозденовић
- Обрада звука: Жељко Маркуш

| Улога                 | Српски глас            |
| --------------------- | ---------------------- |
| Шу, Минотаур, Хомерон | Милош Ђуричић          |
| Клуке, Валкири        | Мариана Аранђеловић    |
| Џиро, Сабо            | Јаков Јевтовић         |
| Зола, Букет           | Александра Томић       |
| Мару Маро, Детрој     | Марко Мрђеновић        |
| Плави змај            | Предраг Ђорђевић       |
| Нене, Командант       | Горан Поповић          |
| Капетан, Конрад       | Даниел Сич             |
| Делфинијум            | Ивана Александровић () |